# Richard Edlund
Richard Edlund (Fargo, 6 dicembre 1940) è un effettista statunitense.

## Biografia
Frequenta il liceo in California e successivamente si laurea alla University of Southern California film school  di Los Angeles. Durante il servizio militare nella marina produce filmati per la formazione. Lavora come assistente al tecnico degli effetti speciali Joe Westheimer. Dal 1975 al 1983 lavora presso la Industrial Light & Magic di George Lucas. Nel 1983 fonda la Boss Film Studios, una società per la produzione di effetti visivi, che chiuderà nel 1987. Ha vinto numerosi premi fra cui sette premi Oscar.
Fa parte del Collegio dei governatori della Academy of Motion Picture Arts and Sciences.

## Riconoscimenti
- 1978
  - Oscar per i migliori effetti speciali insieme a John Stears, John Dykstra, Grant McCune e Robert Blalack per Guerre stellari (Star Wars)
- 1981
  - Oscar Special Achievement Award insieme a Brian Johnson, Dennis Muren e Bruce Nicholson per L'Impero colpisce ancora (The Empire Strikes Back)
  - Saturn Award per i migliori effetti speciali insieme a Brian Johnson per L'Impero colpisce ancora (The Empire Strikes Back)
- 1982
  - Oscar per i migliori effetti speciali insieme a Kit West, Bruce Nicholson e Joe Johnston per I predatori dell'arca perduta (Raiders of the Lost Ark)
  - Oscar al merito tecnico-scientifico per la concezione e la progettazione di un "beam-splitter optical composite motion picture printer"
  - Oscar al merito tecnico-scientifico per la progettazione del "Empire Motion Picture Camera System"
  - Saturn Award per i migliori effetti speciali per I predatori dell'arca perduta (Raiders of the Lost Ark)
- 1983
  - Nomination Oscar per i migliori effetti speciali insieme a Michael Wood e Bruce Nicholson per Poltergeist - Demoniache presenze (Poltergeist)
  - BAFTA ai migliori effetti speciali per Poltergeist - Demoniache presenze (Poltergeist)
- 1984
  - Oscar Special Achievement Award insieme a Dennis Muren, Ken Ralston e Phil Tippett per Il ritorno dello Jedi (Return of the Jedi)
  - Saturn Award per i migliori effetti speciali insieme a Dennis Muren e Ken Ralston per Il ritorno dello Jedi (Return of the Jedi)
  - BAFTA ai migliori effetti speciali insieme a Dennis Muren, Ken Ralston e Kit West per Il ritorno dello Jedi (Return of the Jedi)
- 1985
  - Nomination Oscar per i migliori effetti speciali insieme a John Bruno, Mark Vargo e Chuck Gaspar per Ghostbusters - Acchiappafantasmi (Ghostbusters)
  - Nomination Oscar per i migliori effetti speciali insieme a Neil Krepela, George Jenson e Mark Stetson per 2010 - L'anno del contatto (2010)
  - Nomination Saturn Award per i migliori effetti speciali per 2010 - L'anno del contatto (2010)
  - BAFTA ai migliori effetti speciali per Ghostbusters - Acchiappafantasmi (Ghostbusters)

- 1986
  - Nomination Saturn Award per i migliori effetti speciali per Ammazzavampiri (Fright Night)
- 1987
  - Oscar al merito tecnico-scientifico insieme a Gene Whiteman, David Grafton, Mark West (effetti visivi), Jerry Jeffres e Robert Wilcox per la progettazione e lo sviluppo della stampante ottica 65 mm Zoom Aerial (ZAP)
  - Nomination Oscar per i migliori effetti speciali insieme a John Bruno, Garry Waller e Bill Neil per Poltergeist II - L'altra dimensione (Poltergeist II: The Other Side)
  - Nomination Saturn Award per i migliori effetti speciali per Poltergeist II - L'altra dimensione (Poltergeist II: The Other Side)
- 1988
  - Nomination Saturn Award per i migliori effetti speciali per I dominatori dell'universo (Masters of the Universe)
- 1989
  - Nomination Oscar per i migliori effetti speciali insieme a Al Di Sarro, Brent Boates e Thaine Morris per Trappola di cristallo (Die Hard)
- 1991
  - Nomination Saturn Award per i migliori effetti speciali insieme a Bruce Nicholson, John T. Van Vliet e Laura Buff per Ghost - Fantasma (Ghost)
- 1993
  - Nomination Oscar per i migliori effetti speciali insieme a Alec Gillis, Tom Woodruff Jr. e George Gibbs per Alien³
  - Nomination Saturn Award per i migliori effetti speciali insieme a George Gibbs, Alec Gillis e Tom Woodruff Jr. per Alien³
  - BAFTA ai migliori effetti speciali insieme a George Gibbs, Alec Gillis e Tom Woodruff Jr. per Alien³
- 1994
  - Nomination Saturn Award per i migliori effetti speciali Solar Crisis
- 1996
  - Nomination Saturn Award per i migliori effetti speciali Specie mortale (Species)
- 2007
  - Oscar Medal of Commendation
- 2008
  - American Society of Cinematographers President's Award

## Filmografia
- Guerre stellari (Star Wars), regia di George Lucas (1977) - primo cameramen miniature e effetti ottici
- Manitù, lo spirito del male (The Manitou), regia di William Girdler (1978) - effetti speciali, non accreditato
- Galactica (Battlestar Galactica) - serie TV, 1x1 (1978) - miniature e effetti ottici
- Sindrome cinese (The China Syndrome), regia di James Bridges (1979) - fotografia miniature
- L'Impero colpisce ancora (The Empire Strikes Back), regia di Irvin Kershner (1980) - effetti speciali visivi
- I predatori dell'arca perduta (Raiders of the Lost Ark), regia di Steven Spielberg (1981 - supervisore agli effetti visivi
- Poltergeist - Demoniache presenze (Poltergeist), regia di Tobe Hooper (1982) - supervisore agli effetti visivi
- Il ritorno dello Jedi (Return of the Jedi), regia di George Lucas (1983) - effetti visivi
- Ghostbusters - Acchiappafantasmi (Ghostbusters), regia di Ivan Reitman (1984) - effetti visivi
- 2010 - L'anno del contatto (2010), regia di Peter Hyams (1984) - supervisore agli effetti visivi
- Ammazzavampiri (Fright Night), regia di Tom Holland (1985) - produttore effetti visivi
- Poltergeist II - L'altra dimensione (Poltergeist II: The Other Side), regia di Brian Gibson (1986)
- Pericolosamente insieme (Legal Eagles), regia di Ivan Reitman (1986) - supervisore agli effetti visivi
- Grosso guaio a Chinatown (Big Trouble in Little China), regia di John Carpenter (1986) - produttore effetti visivi
- Il ragazzo che sapeva volare (The Boy Who Could Fly), regia di Nick Castle (1986) - supervisore agli effetti visivi
- I guerrieri del sole (Solarbabies), regia di Alan Johnson (1986) - produttore effetti visivi
- I dominatori dell'universo (Masters of the Universe), regia di Gary Goddard (1987)- supervisore esecutivo agli effetti visivi
- Scuola di mostri (The Monster Squad), regia di Fred Dekker (1987) - supervisore esecutivo agli effetti visivi
- Appuntamento con un angelo (Date with an Angel), regia di Tom McLoughlin (1987) - supervisore agli effetti visivi
- Leonard salverà il mondo (Leonard Part 6), regia di Paul Weiland (1987) - supervisore agli effetti visivi
- Trappola di cristallo (Die Hard), regia di John McTiernan (1988) - produttore effetti visivi
- Big Top Pee-wee, regia di Randal Kleiser (1988) - effetti visivi
- Il segreto della piramide d'oro (Vibes), regia di Ken Kwapis (1988) - produttore effetti visivi
- Earth Star Voyager, regia di James Goldstone - miniserie TV (1988) - produttore effetti visivi
- I racconti della cripta (Tales from the Crypt) - serie TV, 1x1 (1989) - produttore sequenza di apertura
- Ghost - Fantasma (Ghost), regia di Jerry Zucker (1990) - produttore effetti visivi
- Solar Crisis (Solar Crisis), regia di Richard C. Sarafian (1990) - produttore
- Alien³, regia di David Fincher (1992 - produttore effetti visivi
- Specie mortale (Species), regia di Roger Donaldson (1995) - supervisore agli effetti visivi
- Mi sdoppio in 4 (Multiplicity), regia di Harold Ramis (1996) - supervisore agli effetti visivi
- Turbulence - La paura è nell'aria (Turbulence), regia di Robert Butler (1997) - co-supervisore agli effetti visivi
- Air Force One, regia di Wolfgang Petersen (1997) - supervisore agli effetti visivi
- Soluzione estrema (Desperate Measures) (1998) - supervisore agli effetti visivi
- Indiavolato (Bedazzled), regia di Harold Ramis (2000) - supervisore agli effetti visivi
- Angels in America, regia diMike Nichols - miniserie TV, 1x1-1x5 (2003) - supervisore agli effetti visivi
- La donna perfetta (The Stepford Wives), regia di Frank Oz (2004) - consulente effetti visivi
- Anamorph, regia di Henry S. Miller (2007) - supervisore agli effetti visivi senior
- La guerra di Charlie Wilson (Charlie Wilson's War), regia di Mike Nichols (2007) - supervisore agli effetti visivi
- 21 Jump Street, regia di Phil Lord e Chris Miller (2012) - supervisore agli effetti visivi